# Castelo de Coppet

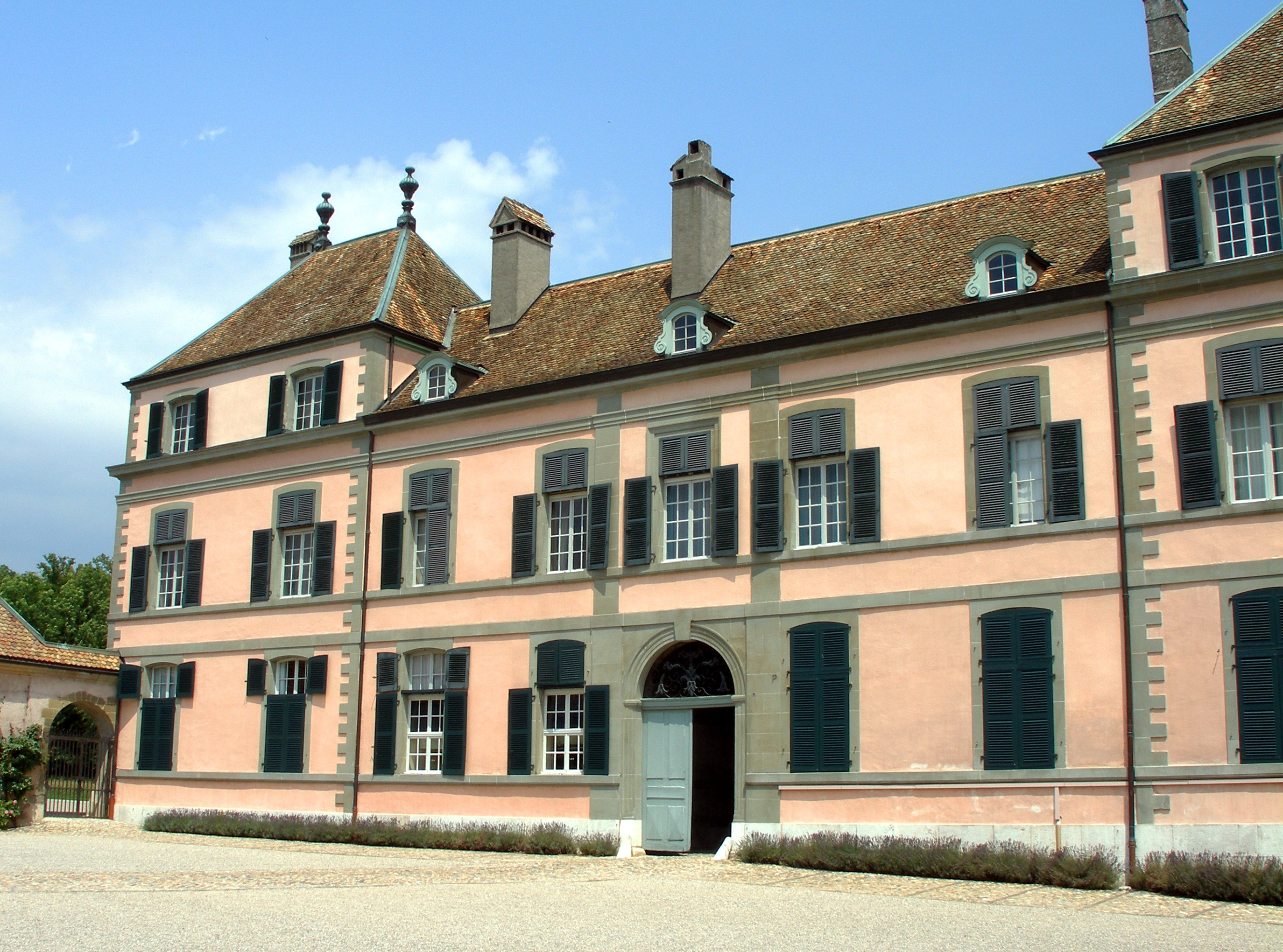
"Le château de Coppet"

O castelo de Coppet ("Château de Coppet") é um monumento localizado no cantão de Vaud. Foi a moradia de Suzanne Curchod, esposa de Jacques Necker e mãe de Anne Louise Germaine de Staël.